# Chrysogorgia minuta
Chrysogorgia minuta is een zachte koraalsoort uit de familie Chrysogorgiidae. De koraalsoort komt uit het geslacht Chrysogorgia. Chrysogorgia minuta werd in 1913 voor het eerst wetenschappelijk beschreven door Kinoshita.